# Puchar Świata w łyżwiarstwie szybkim 2020/2021
Puchar Świata w łyżwiarstwie szybkim 2020/2021 – 36. edycja Pucharu Świata w łyżwiarstwie szybkim. Cykl miał rozpocząć się 13 listopada 2020 roku w Tomaszowie Mazowieckim, a zakończyć 7 marca 2021 roku w holenderskim Heerenveen. Z uwagi na pandemię COVID-19 odwołano zawody kolejno w Tomaszowie Mazowieckim, Stavanger, Salt Lake City, Calgary i Changchun. W ich miejsce rozegrano dwie serie zawodów na torze Thialf w Heerenveen.

## Medaliści zawodów

### Kobiety
| Lp.   | Data                | Miejscowość                                        | Konkurencja                                        | 1. miejsce                                                   | 2. miejsce                                                 | 3. miejsce                                                  | Źródło                                             |
| ----- | ------------------- | -------------------------------------------------- | -------------------------------------------------- | ------------------------------------------------------------ | ---------------------------------------------------------- | ----------------------------------------------------------- | -------------------------------------------------- |
|       | 16–17 stycznia 2021 | 116. Mistrzostwa Europy w Wielobojach – Heerenveen | 116. Mistrzostwa Europy w Wielobojach – Heerenveen | 116. Mistrzostwa Europy w Wielobojach – Heerenveen           | 116. Mistrzostwa Europy w Wielobojach – Heerenveen         | 116. Mistrzostwa Europy w Wielobojach – Heerenveen          | 116. Mistrzostwa Europy w Wielobojach – Heerenveen |
| 1. PŚ | 22–24 stycznia 2021 | Heerenveen                                         | Bieg drużynowy (22.01)                             | Kanada Ivanie Blondin · Isabelle Weidemann · Valérie Maltais | Holandia Ireen Wüst · Carlijn Achtereekte · Melissa Wijfje | Norwegia Ida Njåtun · Marit Fjellanger Bøhm · Ragne Wiklund | [ 1 ]                                              |
| 1. PŚ | 22–24 stycznia 2021 | Heerenveen                                         | 500 m (23.01)                                      | Femke Kok                                                    | Angielina Golikowa                                         | Heather McLean                                              | [ 1 ]                                              |
| 1. PŚ | 22–24 stycznia 2021 | Heerenveen                                         | 1500 m (23.01)                                     | Brittany Bowe                                                | Ireen Wüst                                                 | Antoinette de Jong                                          | [ 1 ]                                              |
| 1. PŚ | 22–24 stycznia 2021 | Heerenveen                                         | Start masowy (23.01)                               | Irene Schouten                                               | Ivanie Blondin                                             | Marijke Groenewoud                                          | [ 1 ]                                              |
| 1. PŚ | 22–24 stycznia 2021 | Heerenveen                                         | 500 m (24.01)                                      | Femke Kok                                                    | Angielina Golikowa                                         | Olga Fatkulina                                              | [ 1 ]                                              |
| 1. PŚ | 22–24 stycznia 2021 | Heerenveen                                         | 1000 m (24.01)                                     | Brittany Bowe                                                | Jorien ter Mors                                            | Femke Kok                                                   | [ 1 ]                                              |
| 1. PŚ | 22–24 stycznia 2021 | Heerenveen                                         | 3000 m (24.01)                                     | Irene Schouten                                               | Antoinette de Jong                                         | Joy Beune                                                   | [ 1 ]                                              |
| 2. PŚ | 29–31 stycznia 2021 | Heerenveen                                         | Bieg drużynowy (29.01)                             | Kanada Ivanie Blondin · Isabelle Weidemann · Valérie Maltais | Holandia Ireen Wüst · Irene Schouten · Antoinette de Jong  | Norwegia Ida Njåtun · Marit Fjellanger Bøhm · Ragne Wiklund | [ 2 ]                                              |
| 2. PŚ | 29–31 stycznia 2021 | Heerenveen                                         | 500 m (30.01)                                      | Femke Kok                                                    | Angielina Golikowa                                         | Vanessa Herzog                                              | [ 2 ]                                              |
| 2. PŚ | 29–31 stycznia 2021 | Heerenveen                                         | 1500 m (30.01)                                     | Brittany Bowe                                                | Antoinette de Jong                                         | Ireen Wüst                                                  | [ 2 ]                                              |
| 2. PŚ | 29–31 stycznia 2021 | Heerenveen                                         | Start masowy (30.01)                               | Irene Schouten                                               | Ivanie Blondin                                             | Jelizawieta Gołubiewa                                       | [ 2 ]                                              |
| 2. PŚ | 29–31 stycznia 2021 | Heerenveen                                         | 500 m (31.01)                                      | Femke Kok                                                    | Angielina Golikowa                                         | Darja Kaczanowa                                             | [ 2 ]                                              |
| 2. PŚ | 29–31 stycznia 2021 | Heerenveen                                         | 1000 m (31.01)                                     | Brittany Bowe                                                | Angielina Golikowa                                         | Femke Kok                                                   | [ 2 ]                                              |
| 2. PŚ | 29–31 stycznia 2021 | Heerenveen                                         | 3000 m (31.01)                                     | Natalja Woronina                                             | Antoinette de Jong                                         | Irene Schouten                                              | [ 2 ]                                              |
|       | 11–14 lutego 2021   | 21. Mistrzostwa Świata na Dystansach – Heerenveen  | 21. Mistrzostwa Świata na Dystansach – Heerenveen  | 21. Mistrzostwa Świata na Dystansach – Heerenveen            | 21. Mistrzostwa Świata na Dystansach – Heerenveen          | 21. Mistrzostwa Świata na Dystansach – Heerenveen           | 21. Mistrzostwa Świata na Dystansach – Heerenveen  |

#### Klasyfikacje
| Lp. | Zawodniczka        | Punkty |
| --- | ------------------ | ------ |
| 1.  | Femke Kok          | 240    |
| 2.  | Angielina Golikowa | 216    |
| 3.  | Olga Fatkulina     | 177    |
| 4.  | Michelle de Jong   | 146    |
| 5.  | Vanessa Herzog     | 143    |
| 6.  | Hanna Nifantawa    | 136    |
| 7.  | Andżelika Wójcik   | 133    |
| 8.  | Heather McLean     | 131    |
| 9.  | Irina Kuzniecowa   | 126    |
| 10. | Kaja Ziomek        | 120    |

| Lp. | Zawodniczka           | Punkty |
| --- | --------------------- | ------ |
| 1.  | Brittany Bowe         | 120    |
| 2.  | Jorien ter Mors       | 97     |
| 3.  | Femke Kok             | 96     |
| 4.  | Angielina Golikowa    | 88     |
| 5.  | Ireen Wüst            | 78     |
| 6.  | Jelizawieta Gołubiewa | 74     |
| 7.  | Natalia Czerwonka     | 71     |
| 8.  | Olga Fatkulina        | 66     |
| 9.  | Jekatierina Ajdowa    | 60     |
| 10  | Ivanie Blondin        | 59     |

| Lp. | Zawodniczka           | Punkty |
| --- | --------------------- | ------ |
| 1.  | Brittany Bowe         | 120    |
| 2.  | Antoinette de Jong    | 102    |
| 3.  | Ireen Wüst            | 102    |
| 4.  | Jewgienija Łalenkowa  | 86     |
| 5.  | Natalia Czerwonka     | 72     |
| 6.  | Jelizawieta Gołubiewa | 71     |
| 7.  | Nadieżda Morozowa     | 68     |
| 8.  | Ragne Wiklund         | 66     |
| 9.  | Martina Sáblíková     | 66     |
| 10. | Irene Schouten        | 62     |

| Lp. | Zawodniczka            | Punkty |
| --- | ---------------------- | ------ |
| 1.  | Irene Schouten         | 108    |
| 2.  | Antoinette de Jong     | 108    |
| 3.  | Natalja Woronina       | 94     |
| 4.  | Joy Beune              | 88     |
| 5.  | Martina Sáblíková      | 86     |
| 6.  | Isabelle Weidemann     | 78     |
| 7.  | Francesca Lollobrigida | 70     |
| 8.  | Reina Anema            | 69     |
| 9.  | Ragne Wiklund          | 68     |
| 10. | Jewgienija Łalenkowa   | 61     |

| Lp. | Zawodniczka           | Punkty |
| --- | --------------------- | ------ |
| 1.  | Irene Schouten        | 300    |
| 2.  | Ivanie Blondin        | 270    |
| 3.  | Jelizawieta Gołubiewa | 236    |
| 4.  | Linda Rossi           | 206    |
| 5.  | Claudia Pechstein     | 184    |
| 6.  | Maryna Zujewa         | 176    |
| 7.  | Karolina Bosiek       | 175    |
| 8.  | Mareike Thum          | 171    |
| 9.  | Marijke Groenewoud    | 156    |
| 10. | Sofie Karoline Haugen | 156    |

| Lp. | Reprezentacja | Punkty |
| --- | ------------- | ------ |
| 1.  | Kanada        | 240    |
| 2.  | Holandia      | 216    |
| 3.  | Norwegia      | 192    |
| 4.  | Rosja         | 172    |
| 5.  | Polska        | 160    |
| 6.  | Białoruś      | 152    |
| 7.  | Niemcy        | 144    |
| 8.  | Szwajcaria    | 136    |

### Mężczyźni
| Lp.   | Data                | Miejscowość                                        | Konkurencja                                        | 1. miejsce                                                                  | 2. miejsce                                                                  | 3. miejsce                                                     | Źródło                                             |
| ----- | ------------------- | -------------------------------------------------- | -------------------------------------------------- | --------------------------------------------------------------------------- | --------------------------------------------------------------------------- | -------------------------------------------------------------- | -------------------------------------------------- |
|       | 16–17 stycznia 2021 | 116. Mistrzostwa Europy w Wielobojach – Heerenveen | 116. Mistrzostwa Europy w Wielobojach – Heerenveen | 116. Mistrzostwa Europy w Wielobojach – Heerenveen                          | 116. Mistrzostwa Europy w Wielobojach – Heerenveen                          | 116. Mistrzostwa Europy w Wielobojach – Heerenveen             | 116. Mistrzostwa Europy w Wielobojach – Heerenveen |
| 1. PŚ | 22–24 stycznia 2021 | Heerenveen                                         | Bieg drużynowy (22.01)                             | Holandia Sven Kramer · Chris Huizinga · Beau Snellink                       | Norwegia Sverre Lunde Pedersen · Allan Dahl Johansson · Hallgeir Engebråten | Kanada Ted-Jan Bloemen · Jordan Belchos · Connor Howe          | [ 1 ]                                              |
| 1. PŚ | 22–24 stycznia 2021 | Heerenveen                                         | 500 m (23.01)                                      | Dai Dai Ntab                                                                | Laurent Dubreuil                                                            | Rusłan Muraszow                                                | [ 1 ]                                              |
| 1. PŚ | 22–24 stycznia 2021 | Heerenveen                                         | 1500 m (23.01)                                     | Thomas Krol                                                                 | Patrick Roest                                                               | Kjeld Nuis                                                     | [ 1 ]                                              |
| 1. PŚ | 22–24 stycznia 2021 | Heerenveen                                         | Start masowy (23.01)                               | Arjan Stroetinga                                                            | Livio Wenger                                                                | Bart Swings                                                    | [ 1 ]                                              |
| 1. PŚ | 22–24 stycznia 2021 | Heerenveen                                         | 500 m (24.01)                                      | Artiom Ariefjew                                                             | Dai Dai Ntab                                                                | Lennart Velema                                                 | [ 1 ]                                              |
| 1. PŚ | 22–24 stycznia 2021 | Heerenveen                                         | 1000 m (24.01)                                     | Thomas Krol                                                                 | Kai Verbij                                                                  | Pawieł Kuliżnikow                                              | [ 1 ]                                              |
| 1. PŚ | 22–24 stycznia 2021 | Heerenveen                                         | 5000 m (24.01)                                     | Patrick Roest                                                               | Sven Kramer                                                                 | Siergiej Trofimow                                              | [ 1 ]                                              |
| 2. PŚ | 29–31 stycznia 2021 | Heerenveen                                         | Bieg drużynowy (29.01)                             | Norwegia Sverre Lunde Pedersen · Allan Dahl Johansson · Hallgeir Engebråten | Kanada Ted-Jan Bloemen · Jordan Belchos · Connor Howe                       | Rosja Daniła Siemierikow · Siergiej Trofimow · Danił Ałdoszkin | [ 2 ]                                              |
| 2. PŚ | 29–31 stycznia 2021 | Heerenveen                                         | 500 m (30.01)                                      | Pawieł Kuliżnikow                                                           | Laurent Dubreuil                                                            | Artiom Ariefjew Dai Dai Ntab                                   | [ 2 ]                                              |
| 2. PŚ | 29–31 stycznia 2021 | Heerenveen                                         | 1500 m (30.01)                                     | Thomas Krol                                                                 | Kjeld Nuis                                                                  | Patrick Roest                                                  | [ 2 ]                                              |
| 2. PŚ | 29–31 stycznia 2021 | Heerenveen                                         | Start masowy (30.01)                               | Jorrit Bergsma                                                              | Bart Swings                                                                 | Livio Wenger                                                   | [ 2 ]                                              |
| 2. PŚ | 29–31 stycznia 2021 | Heerenveen                                         | 500 m (31.01)                                      | Ronald Mulder                                                               | Hein Otterspeer                                                             | Laurent Dubreuil                                               | [ 2 ]                                              |
| 2. PŚ | 29–31 stycznia 2021 | Heerenveen                                         | 1000 m (31.01)                                     | Kai Verbij                                                                  | Thomas Krol                                                                 | Laurent Dubreuil                                               | [ 2 ]                                              |
| 2. PŚ | 29–31 stycznia 2021 | Heerenveen                                         | 5000 m (31.01)                                     | Patrick Roest                                                               | Nils van der Poel                                                           | Siergiej Trofimow                                              | [ 2 ]                                              |
|       | 11–14 lutego 2021   | 21. Mistrzostwa Świata na Dystansach – Heerenveen  | 21. Mistrzostwa Świata na Dystansach – Heerenveen  | 21. Mistrzostwa Świata na Dystansach – Heerenveen                           | 21. Mistrzostwa Świata na Dystansach – Heerenveen                           | 21. Mistrzostwa Świata na Dystansach – Heerenveen              | 21. Mistrzostwa Świata na Dystansach – Heerenveen  |

#### Klasyfikacje
| Lp. | Zawodnik                    | Punkty |
| --- | --------------------------- | ------ |
| 1.  | Dai Dai Ntab                | 200    |
| 2.  | Laurent Dubreuil            | 182    |
| 3.  | Ronald Mulder               | 180    |
| 4.  | Artiom Ariefjew             | 170    |
| 5.  | Wiktor Musztakow            | 145    |
| 6.  | Hein Otterspeer             | 144    |
| 7.  | Lennart Velema              | 138    |
| 8.  | Ihnat Haławaciuk            | 137    |
| 9.  | Håvard Holmefjord Lorentzen | 131    |
| 10. | Piotr Michalski             | 130    |

| Lp. | Zawodnik                    | Punkty |
| --- | --------------------------- | ------ |
| 1.  | Kai Verbij                  | 114    |
| 2.  | Thomas Krol                 | 114    |
| 3.  | Hein Otterspeer             | 83     |
| 4.  | Laurent Dubreuil            | 80     |
| 5.  | Dai Dai Ntab                | 76     |
| 6.  | Joel Dufter                 | 75     |
| 7.  | Håvard Holmefjord Lorentzen | 68     |
| 8.  | Wesly Dijs                  | 67     |
| 9.  | Ihnat Haławaciuk            | 67     |
| 10. | Marten Liiv                 | 62     |

| Lp. | Zawodnik              | Punkty |
| --- | --------------------- | ------ |
| 1.  | Thomas Krol           | 120    |
| 2.  | Kjeld Nuis            | 102    |
| 3.  | Patrick Roest         | 102    |
| 4.  | Hallgeir Engebråten   | 81     |
| 5.  | Wesly Dijs            | 74     |
| 6.  | Sverre Lunde Pedersen | 72     |
| 7.  | Louis Hollaar         | 69     |
| 8.  | Bart Swings           | 68     |
| 9.  | Peder Kongshaug       | 68     |
| 10. | Connor Howe           | 62     |

| Lp. | Zawodnik            | Punkty |
| --- | ------------------- | ------ |
| 1.  | Patrick Roest       | 120    |
| 2.  | Sven Kramer         | 97     |
| 3.  | Siergiej Trofimow   | 96     |
| 4.  | Davide Ghiotto      | 83     |
| 5.  | Nils van der Poel   | 79     |
| 6.  | Jorrit Bergsma      | 78     |
| 7.  | Bart Swings         | 74     |
| 8.  | Daniła Siemierikow  | 66     |
| 9.  | Hallgeir Engebråten | 62     |
| 10. | Rusłan Zacharow     | 62     |

| Lp. | Zawodnik           | Punkty |
| --- | ------------------ | ------ |
| 1.  | Bart Swings        | 302    |
| 2.  | Livio Wenger       | 280    |
| 3.  | Jorrit Bergsma     | 270    |
| 4.  | Andrea Giovannini  | 255    |
| 5.  | Harald Silovs      | 236    |
| 6.  | Jordan Belchos     | 234    |
| 7.  | Joey Mantia        | 228    |
| 8.  | Stefan Due Schmidt | 220    |
| 9.  | Ian Quinn          | 213    |
| 10. | Daniła Siemierikow | 208    |

| Lp. | Reprezentacja | Punkty |
| --- | ------------- | ------ |
| 1.  | Norwegia      | 228    |
| 2.  | Holandia      | 206    |
| 3.  | Kanada        | 204    |
| 4.  | Rosja         | 176    |
| 5.  | Włochy        | 162    |
| 6.  | Białoruś      | 140    |
| 7.  | Niemcy        | 134    |
| 8.  | Nowa Zelandia | 80     |
| 9.  | Kazachstan    | 72     |
| 10. | Polska        | 68     |